# Itatuba
Itatuba là một đô thị thuộc bang Paraíba, Brasil. Đô thị này có diện tích 244,205 km², dân số năm 2007 là 9546 người, mật độ 39,1 người/km².